# Aeroportul Regional Northeast Alabama
Aeroportul Regional Northeast Alabama (IATA: GAD, ICAO: KGAD, FAA LID: GAD) este un aeroport din Alabama, Statele Unite ale Americii ce deservește zona Gadsden⁠(d). Aeroportul a fost tranzitat în 2019 de 8 pasageri.
Situat la o altitudine de 173 m, aeroportul dispune de 2 piste.

## Infrastructură

### Piste
Aeroportul dispune de 2 piste. Pista 06/24 are suprafața de asfalt și dimensiunile 6.802 picioare × 150 picioare. Pista 18/36 are suprafața de asfalt și dimensiunile 4.806 picioare × 100 picioare. 